# Liste des conseillers régionaux de la Haute-Garonne
Le département français de la Haute-Garonne compte actuellement 36 conseillers régionaux sur les 158 élus qui composent le conseil régional d'Occitanie.

## Listes par mandature

### 2021-2028
La Haute-Garonne compte 36 conseillers régionaux sur les 158 élus composant l'assemblée du conseil régional d'Occitanie issue des élections des 20 et 27 juin 2021.
|                     | Carole Delga                | PS  | 01 | Socialistes et Citoyens d'Occitanie | Présidente des Régions de France           |
|                     | Vincent Bounes *            | PS  | 02 | Socialistes et Citoyens d'Occitanie | —                                          |
|                     | Nadia Pellefigue *          | PS  | 03 | Socialistes et Citoyens d'Occitanie | —                                          |
|                     | Pierre Lacaze               | PCF | 04 | Communiste Républicain et Citoyen   | Conseiller municipal de Toulouse           |
|                     | Rachida Lucazeau            | PS  | 05 | Socialistes et Citoyens d'Occitanie | Adjointe au maire de Tournefeuille         |
|                     | Christophe Delahaye         | PRG | 06 | Radicaux de Gauche et Citoyens      | Premier adjoint au maire de Muret          |
|                     | Mélanie Tisné-Versailles    | DVG | 07 | Socialistes et Citoyens d'Occitanie | —                                          |
|                     | Philippe Briançon           | PS  | 08 | Socialistes et Citoyens d'Occitanie | Adjoint au maire de Colomiers              |
|                     | Marie-Caroline Tempesta     | PS  | 09 | Socialistes et Citoyens d'Occitanie | Première adjointe au maire de Carbonne     |
|                     | Marc Sztulman               | PS  | 10 | Socialistes et Citoyens d'Occitanie | —                                          |
|                     | Stéphanie Sense             | PRG | 11 | Radicaux de Gauche et Citoyens      | Première adjointe au maire de Blagnac      |
|                     | Serge Regourd               | DVG | 12 | Socialistes et Citoyens d'Occitanie | Conseiller municipal de Laguépie           |
|                     | Nathalie Mader              | PS  | 13 | Socialistes et Citoyens d'Occitanie | —                                          |
|                     | Mohamed Hamami              | DVG | 14 | Socialistes et Citoyens d'Occitanie | —                                          |
|                     | Laurence François           | PP  | 15 | Socialistes et Citoyens d'Occitanie | —                                          |
|                     | Thierry Cotelle             | GRS | 16 | Socialistes et Citoyens d'Occitanie | —                                          |
|                     | Carole Hoffmann             | PCF | 17 | Communiste Républicain et Citoyen   | —                                          |
|                     | Laurent Chérubin            | PRG | 18 | Radicaux de Gauche et Citoyens      | Maire de Labège                            |
|                     | Émilie Dalix                | DVG | 19 | Socialistes et Citoyens d'Occitanie | —                                          |
|                     | John Palacin                | PS  | 20 | Socialistes et Citoyens d'Occitanie | Conseiller municipal de Bagnères-de-Luchon |
|                     | Chrystel Gombert            | PCF | 21 | Communiste Républicain et Citoyen   | —                                          |
|                     | Olivier Romero Gayo         | PP  | 22 | Socialistes et Citoyens d'Occitanie | —                                          |
|                     | Nadia Bakiri                | PS  | 23 | Socialistes et Citoyens d'Occitanie | —                                          |
|                     | Fabrice de Comarmond        | PS  | 24 | Socialistes et Citoyens d'Occitanie | —                                          |
|                     | Monique Falières            | PRG | 25 | Radicaux de Gauche et Citoyens      | —                                          |
|                     | Guillaume De Almeida Chaves | PS  | 26 | Socialistes et Citoyens d'Occitanie | Conseiller municipal de Saint-Loup-Cammas  |
|                     | Sophie Adroit               | GRS | 27 | Socialistes et Citoyens d'Occitanie | Maire de Cambiac                           |
|                     | Jérôme Monamy               | PCF | 28 | Communiste Républicain et Citoyen   | —                                          |
|                     | Aurélien Pradié             | LR  | 01 | L'Occitanie courageuse              | Député                                     |
|                     | Charlotte Boudard-Pierron   | LR  | 02 | L'Occitanie courageuse              | Conseillère municipale déléguée de Fronton |
|                     | Sacha Briand                | LR  | 03 | L'Occitanie courageuse              | Adjoint au maire de Toulouse               |
|                     | Marielle Garonzi            | UDI | 04 | L'Occitanie courageuse              | —                                          |
|                     | Laurent Lesgourgues         | LR  | 05 | L'Occitanie courageuse              | —                                          |
|                     | Jean-Paul Garraud           | LDP | 01 | Rassemblement national              | Député européen                            |
|                     | Emmanuelle Pinatel Fedou    | RN  | 02 | Rassemblement national              | Conseillère municipale de Miremont         |
|                     | Julien Leonardelli          | RN  | 03 | Rassemblement national              | Conseiller municipal de Fronton            |
|                     | Marie-Christine Parolin     | RN  | 04 | Rassemblement national              | —                                          |
| * Vice-président(e) |                             |     |    |                                     |                                            |

### 2010-2015
|                     | Martin Malvy               | PS              | 01 | Socialiste et républicain   | —                                                         |
|                     | Nicole Belloubet (*)       | PS              | 02 | Socialiste et républicain   | —                                                         |
|                     | Isabelle Meiffren          | EÉLV            | 30 | Europe Écologie Les Verts   | Conseillère municipale de Tournefeuille                   |
|                     | Gérard Onesta *            | EÉ              | 03 | Europe Écologie             | Ancien député européen                                    |
|                     | Monique Iborra *           | PS              | 04 | Socialiste et républicain   | Députée                                                   |
|                     | Didier Cujives             | PS              | 29 | Socialiste et républicain   | Maire de Paulhac                                          |
|                     | Thierry Suaud              | PS              | 05 | Socialiste et républicain   | Maire de Portet-sur-Garonne                               |
|                     | Nadia Pellefigue *         | PS              | 06 | Socialiste et républicain   | —                                                         |
|                     | Christophe Delahaye        | PRG             | 07 | Radicaux de gauche          | Premier adjoint au maire de Muret                         |
|                     | Marie-Christine Pons       | EÉ              | 08 | Europe Écologie             | —                                                         |
|                     | Charles Marziani *         | PCF             | 09 | Front de gauche             | —                                                         |
|                     | Sylvie Bories              | PS              | 10 | Socialiste et républicain   | Conseillère municipale de Castanet-Tolosan                |
|                     | François Simon *           | EÉ              | 11 | Europe Écologie             | Ancien conseiller municipal de Toulouse                   |
|                     | Martine Pérez              | PCF             | 12 | Front de gauche             | —                                                         |
|                     | Michel Boussaton           | DVG             | 13 | Socialiste et républicain   | —                                                         |
|                     | Françoise Dedieu-Casties * | EÉ              | 14 | Europe Écologie             | Maire de Lacaugne                                         |
|                     | Denis Parise               | DVG             | 15 | Socialiste et républicain   | —                                                         |
|                     | Janine Loïdi *             | PS              | 16 | Socialiste et républicain   | —                                                         |
|                     | Philippe Guérin            | PRG             | 17 | Radicaux de gauche          | Maire de Cugnaux (jusqu'en 2014)                          |
|                     | Annie Bonnefont            | EÉ              | 18 | Europe Écologie             | —                                                         |
|                     | Christian Picquet          | GU              | 19 | Front de gauche             | —                                                         |
|                     | Carole Delga *             | PS              | 20 | Socialiste et républicain   | Maire de Martres-Tolosane (jusqu'en 2014), députée        |
|                     | Philippe Briançon          | PS              | 31 | Socialiste et républicain   | Adjoint au maire de Colomiers                             |
|                     | Jean-Paul Makengo          | PS              | 21 | Socialiste et républicain   | Adjoint au maire de Toulouse (jusqu'en 2014)              |
|                     | Marie-Pierre Gleizes       | MRC             | 22 | Socialiste et républicain   | —                                                         |
|                     | François Arcangeli         | EÉ              | 23 | Europe Écologie             | Maire d'Arbas                                             |
|                     | Michèle Garrigues *        | PRG             | 24 | Radicaux de gauche          | Maire de Belberaud                                        |
|                     | Jean-Claude Traval *       | PS              | 25 | Socialiste et républicain   | —                                                         |
|                     | Virginie Houadec           | PS              | 32 | Socialiste et républicain   | —                                                         |
|                     | Catherine Jeandel          | EÉ              | 26 | Europe Écologie             | —                                                         |
|                     | Michel Pérez               | PS              | 27 | Socialiste et républicain   | Adjoint au maire de Saint-Gaudens                         |
|                     | Elisabeth Ségura-Arnaut    | PS              | 28 | Socialiste et républicain   | —                                                         |
|                     | Brigitte Barèges           | UMP             | 01 | Osons Midi-Pyrénées         | Députée-maire de Montauban (Tarn-et-Garonne)              |
|                     | Sacha Briand               | UMP             | 10 | Osons Midi-Pyrénées         | Conseiller municipal de Blagnac                           |
|                     | Vincent Terrail-Novès      | UMP             | 02 | Osons Midi-Pyrénées         | Maire de Balma                                            |
|                     | Laurence Arribagé          | UMP             | 03 | Osons Midi-Pyrénées         | Députée, adjointe au maire de Toulouse (à partir de 2014) |
|                     | Stéphane Mirc              | UMP             | 04 | Républicains et territoires | Maire de Léguevin                                         |
|                     | Elisabeth Pouchelon        | UMP             | 05 | Osons Midi-Pyrénées         | —                                                         |
|                     | Laurent Cuzacq             | NC puis UDI-FED | 06 | Républicains et territoires | —                                                         |
|                     | Marie-Pierre Chaumette     | MPF             | 07 | Républicains et territoires | —                                                         |
|                     | Jean-Luc Rivière           | UMP-PRV         | 08 | Républicains et territoires | Conseiller municipal de Cazères                           |
|                     | Marie Déqué                | UMP             | 09 | Républicains et territoires | Conseillère municipale de Toulouse                        |
| * Vice-président(e) |                            |                 |    |                             |                                                           |

### 2004-2010
|                     | Martin Malvy               | PS             | 01 | - | —                                                    |
|                     | Françoise Imbert-Pouvillon | PS             | 02 | - | Députée de la Haute-Garonne                          |
|                     | Philippe Guérin            | PRG            | 03 | - | Maire de Cugnaux                                     |
|                     | Monique Iborra *           | PS             | 04 | - | Conseillère municipale de Muret puis députée         |
|                     | Charles Marziani           | PCF            | 05 | - | —                                                    |
|                     | Hélène Breton              | PS             | 06 | - | Maire de Venerque (jusqu'en 2008)                    |
|                     | Jean-Claude Traval *       | PS             | 07 | - | —                                                    |
|                     | Josette Sarradet           | PRG            | 08 | - | Maire d'Aspet                                        |
|                     | Pierre Casteras            | PS             | 09 | - | Maire de Mazères-sur-Salat                           |
|                     | Janine Loïdi               | PS             | 10 | - | —                                                    |
|                     | Didier Cujives             | PS             | 11 |   | Maire de Paulhac                                     |
|                     | Yvette Benayoun-Nakache    | PS             | 12 | - | Conseillère municipale de Toulouse                   |
|                     | Alain Bénéteau *           | PS             | 13 | - | —                                                    |
|                     | Catherine Guien            | PS             | 14 | - | Adjointe au maire de Toulouse (à partir de 2008)     |
|                     | Michel Pérez               | PS             | 15 | - | —                                                    |
|                     | Danielle Buys              | PS             | 16 | - | Première adjointe au maire de Tournefeuille          |
|                     | Thierry Suaud              | PS             | 17 | - | Maire de Portet-sur-Garonne (à partir de 2008)       |
|                     | Fatima Benmehdi            | DVG puis PS    | 18 | - | —                                                    |
|                     | Bernard Loumagne           | PRG            | 19 | - | Conseiller municipal de Blagnac                      |
|                     | Monique Marconis           | PCF            | 20 | - | Conseillère municipale de Castelnau-d'Estrétefonds   |
|                     | Joël Carreiras             | PS             | 21 | - | Adjoint au maire de Toulouse (à partir de 2008)      |
|                     | Nicole Rouaix              | PS             | 22 | - | —                                                    |
|                     | Christian Califano         | DVG            | 23 | - | —                                                    |
|                     | Françoise Cieutat          | PS             | 24 | - | —                                                    |
|                     | Rémy Pech                  | PS             | 25 | - | —                                                    |
|                     | Jacques Godfrain           | UMP            | 01 | - | Député-maire de Millau (Aveyron)                     |
|                     | Gilles Broquère            | UDF puis MoDem | 09 | - | Maire de Fenouillet (jusqu'en 2008)                  |
|                     | Florence Baudis            | UMP            | 02 | - | —                                                    |
|                     | Michel Valdiguié           | UDF puis MoDem | 03 | - | Adjoint au maire de Toulouse (jusqu'en 2008)         |
|                     | Christel du Puy-Montbrun   | UDF puis MoDem | 04 | - | —                                                    |
|                     | Alain Chatillon            | DVD            | 05 | - | Maire de Revel                                       |
|                     | Chantal Dounot-Sobraques   | UMP            | 10 | - | Conseillère municipale de Toulouse                   |
|                     | Marie Déqué                | UMP            | 06 | - | Conseillère municipale de Toulouse                   |
|                     | Serge Didier               | UDF            | 07 | - | Adjoint au maire de Toulouse (jusqu'en 2008)         |
|                     | Danièle Damin-Piquemal     | UMP            | 08 | - | Adjointe au maire de Toulouse (jusqu'en 2008)        |
|                     | Louis Aliot                | FN             | 01 | - | Conseiller municipal de Perpignan (à partir de 2008) |
|                     | Marie-Christine Boutonnet  | FN             | 02 | - | —                                                    |
|                     | Serge Laroze               | FN             | 03 | - | —                                                    |
|                     | Artémisa Maries            | FN             | 04 | - | —                                                    |
| * Vice-président(e) |                            |                |    |   |                                                      |